# حرب الستين عاما (أمريكا)

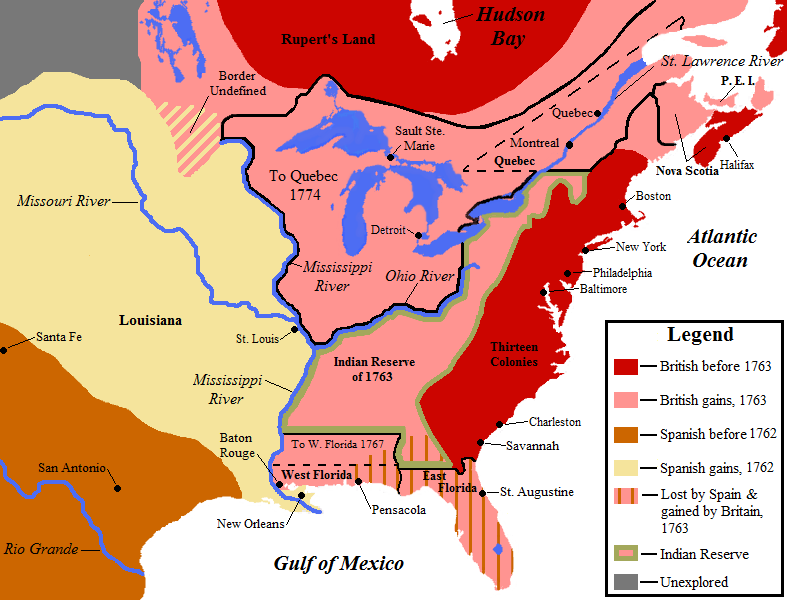
أمريكا الشمالية - 1762

كانت حرب الستين عامًا (1754-1814) صراعًا عسكريًا للسيطرة على منطقة البحيرات العظمى في أمريكا الشمالية, وشملت عددًا من الحروب على مدى عدة أجيال. ويستخدم مصطلح حرب الستين عامًا في نطاق محدود حيث إن أول من استخدمه كان الجامعيون من المؤرخين والمتخصصين في مختلف جوانب الصراع. من المعروف أن الحرب من أجل السيطرة على البحيرات العظمى كُتب عنها عند الإشارة إلى الحروب الفردية، وتقدم تسمية حرب الستين عامًا إطارًا لرؤية هذا العصر ككل متكامل.
عرف المؤرخ ديفيد سكاجز حرب الستين عامًا على أنها مكونة من ست مراحل:
 1. الحرب الفرنسية الهندية (1754-1763)
في مسرح حرب السبعة أعوام, وغالبًا ما يشار إليها بهذا الاسم في كندا، التي بدأت في شكل صراع إمبريالي ما بين الإمبراطورية البريطانية وفرنسا من أجل السيطرة على مقاطعة أوهايو ومنطقة البحيرات العظمى - والتي كان يطلق عليها في فرنسا الجديدة اسم «المقاطعة العليا» (بالفرنسية pays d'en haut). وحارب الهنود الحمر من سكان منطقة البحيرات العظمى الذين كانت تربطهم علاقات تجارية طويلة الأمد مع فرنسا، إلى جانب فرنسا. وحاول حلف الايروكوا البقاء على الحياد في هذا الصراع فيما عدا أفراد قبيلة الموهوك الذين حاربوا كحلفاء لبريطانيا. وشهدت نهاية القوة الاستعمارية الفرنسية في المنطقة غزو بريطانيا لفرنسا الجديدة وإرساء قواعد الحكم البريطاني فيما أصبح بعد ذلك كندا.
2. تمرد بونتياك (1763-1765)
جدد الهنود الحمر حلفاء فرنسا المهزومة الصراع ضد البريطانيين المنتصرين مما أدى في النهاية إلى التوصل إلى هدنة عن طريق المفاوضات.
3. حرب اللورد دونمور (1774)
تسبب :التوسع الاستعماري لفرجينيا في مقاطعة أوهايو في إشعال فتيل الحرب مع الهنود في أوهايو وفي الأساس مع قبائل الشاوني والمينجو وأجبرتهم على التنازل عن أراضي الصيد الخاصة بهم جنوب نهر أوهايو (حاليًا ولاية كنتاكي) وحتى ولاية فرجينيا.
4. حرب الحدود خلال الثورة الأمريكية (1775-1783)
اندلعت حرب الثورة الأمريكية على الحدود, مع القادة البريطانيين في كندا بالتنسيق مع حلفائهم من الهنود الحمر لوقف التوسع الأمريكي والتحول الإستراتيجي عن المعارك الأساسية في الشرق. وبانتصار الولايات المتحدة في الحرب، تنازلت بريطانيا العظمى عن المنطقة الشمالية الغربية القديمة -وطن الكثيرين من الهنود الحمر الحلفاء - للأمريكيين.
 5.الحرب الشمالية الغربية الهندية (1785-1795)
لقي الاحتلال الأمريكي للمنطقة الشمالية الغربية مقاومة واسعة النطاق من اتحاد الهنود الحمر. وبعد أن عانت الولايات المتحدة من هزيمة عظيمة انتصرت في معركة فولن تيمبرز وسيطرت على غالبية ولاية أوهايو حاليًا.
6. حرب عام 1812 (1812-1814)
استمر عدد من الهنود الحمر، غالبيتهم تحت قيادة تيكومسيه, في مقاومة السيطرة الأمريكية وامتدت هذه المقاومة حتى المنطقة الشمالية الغربية حتى لحقتهم الهزيمة في معركة تيبيكانوي في عام 1811. وعندما أعلنت الولايات المتحدة الحرب على بريطانيا العظمى في عام 1812، واتجهت بريطانيا مرة أخرى إلى الهنود الحمر لتوفير القوى البشرية الضرورية للجهد المبذول في الحرب الحدودية. ووقعت في هذه الحرب معركة فورت ديربورن. وانتهت الحرب بين الولايات المتحدة وبريطانيا إلى طريق مسدود, وجعل البحيرات العظمى حدودًا دائمة بين الأمتين. وبعد هذا الصراع لم يعد لدى الهنود الحمر حلفاء أوربيون في صراعهم ضد التوسع الأمريكي، (وبالرغم من ذلك لم تتوقف محاولات الهنود الحمر في الغرب الأوسط لمقاومة زحف البيض. اندلعت حرب نيباغو في عام 1827 و حرب بلاك هوك بعد خمس سنوات، ونلاحظ أن بلاك هوك كان يتوقع مساعدة البريطانيين عن طريق كندا مثلما حدث معه ومع غيره من الهنود الحمر في حرب 1812; انظر تراسك, 2006.)